# Catedral de la Inmaculada Concepción (Sligo)
La Catedral de la Inmaculada Concepción (en inglés: Cathedral of the Immaculate Conception)  es un edifiicio religioso que se localiza en la calle Temple (Templo) en Sligo, Irlanda, se trata de la iglesia catedral de la Diócesis de Elphin. Fue inaugurada el 26 de julio de 1874 por el cardenal Paul Cullen de Dublín y consagrada el 1 de julio de 1897.  La catedral fue construida en un estilo normando, y es la única catedral con ese tipo de arquitectura en Irlanda. Tiene capacidad para 1400 personas. Cuenta con una torre impresionante en el frente y un gran ábside en el Santuario.